# Agnes Morton
Agnes Mary "Agatha" Morton (Halstead, Essex, 6 de març de 1872 - Kensington, Londres, 5 d'abril de 1962) fou una tennista britànica que va competir a començaments del segle xx. Va disputar i va perdre dues finals de la competició femenina del Torneig de Wimbledon, el 1908 i 1909, i el 1914 aconseguí la victòria en el dobles femenins d'aquest mateix torneig fent parella amb Elizabeth Ryan. El 1908 fou quarta en l'individual femení dels Jocs de Londres.

## Torneigs de Grand Slam

### Individual (2 finals)
| Resultat  | Any   | Torneig   | Superfície | Oponent                 | Marcador      |
| --------- | ----- | --------- | ---------- | ----------------------- | ------------- |
| Finalista | 1908¹ | Wimbledon | Herba      | Charlotte Cooper Sterry | 4–6, 4–6      |
| Finalista | 1909¹ | Wimbledon | Herba      | Dora Boothby            | 4–6, 6–4, 6–8 |

¹Aquest és el resultat de la final petita (« all comers' final »). La guanyadora de l'any anterior no pren part en la gran final (« challenge round ») per a la qual estava directament classificada.

### Dobles (1 títol)
| Resultat | Any  | Torneig   | Superfície | Parella        | Oponents                      | Marcador |
| -------- | ---- | --------- | ---------- | -------------- | ----------------------------- | -------- |
| Campiona | 1914 | Wimbledon | Herba      | Elizabeth Ryan | Edith Hannam · Ethel Larcombe | 6–1, 6–3 |